# Papiro di Milano
Il papiro di Milano (Papiro Milano-Vogliano, vol. VIII, no. 309 = P. Mil. Vogl. VIII 309) è un rotolo di papiro scritto ad Alessandria d'Egitto a cavallo tra il III ed il II secolo a.C., durante la dinastia tolemaica. Contiene oltre cento epigrammi greci, quasi tutti precedentemente sconosciuti agli studiosi, attribuiti dagli editori al poeta ellenistico Posidippo di Pella (III sec. a.C.). 

## Descrizione
Scoperto da anonimi tombaroli tra le bende di una mummia, fu acquistato al "mercato grigio" dei papiri in Europa nel 1992 dall'Università degli Studi di Milano. Nel rotolo sono contenute oltre 600 righe di poesia greca in precedenza sconosciuta, che corrispondono a circa 112 epigrammi. Solo due di questi erano già noti, e sono stati attribuiti dallo studioso bizantino del XII secolo Giovanni Tzetzes a Posidippo di Pella, un poeta macedone che visse ad Alessandria. Inizialmente, tutti gli epigrammi del papiro furono attribuiti a Posidippo, anche se il filologo Franco Ferrari suggerì che si trattasse di un'antologia contenente soprattutto (ma non solo) opere di Posidippo. 
Trattandosi del più antico esemplare di libro di poesia greca, e della più consistente nuova scoperta di opere greche da molti anni, la storia della scoperta fu riportata anche dal New York Times e dal National Geographic.
Chiamato anche "il papiro di Milano", fu pubblicato in un'edizione scientifica nel 2001, a cura di Guido Bastianini (Università di Firenze, già Università di Milano) e Claudio Gallazzi (Università di Milano) in collaborazione con Colin Austin (Università di Oxford). Nel 2002, Austin e Bastianini pubblicarono un'edizione (la cosiddetta editio minor) omnicomprensiva della poesia di Posidippo, compresi quindi gli epigrammi del papiro, con traduzione italiana ed inglese. Gli studiosi si sono affrettati a studiare questa miniera di informazioni.
Dopo una discussione tenutasi al raduno annuale della American Philological Association nel gennaio 2001, fu organizzato un seminario incentrato sul papiro di Milano al Center for Hellenic Studies di Harvard (aprile 2002), ed altre conferenze internazionali nel novembre 2002 a Milano, Firenze e Cincinnati.
Lo studio del papiro di Milano, di Posidippo, e degli epigrammi alessandrini in generale, fu rinvigorito da questa scoperta, e procede a passo spedito.